# Diògenes (metge)
Diògenes（en llatí Diogenes, en grec antic Διογένης) era un metge grec que va viure durant o abans del segle i aC. És mencionat per Cels que va preservar algunes de les seves fórmules mèdiques, com també ho va fer Aeci.